# Green Bay–Austin Straubel International Airport

i7
i11
i13
Der Green Bay–Austin Straubel International Airport (IATA: GRB, ICAO: KGRB) ist der Flughafen von Green Bay im Osten des US-amerikanischen Bundesstaates Wisconsin. Der ständig geöffnete und dem Brown County gehörende Flughafen ist der wichtigste Knotenpunkt des Luftverkehrs der Metropolregion um die Stadt Green Bay.
Die Federal Aviation Administration (FAA) stuft den zum National Plan of Integrated Airport Systems gehörenden Flughafen anhand der Zahl von 410.348 abfliegenden Passagieren als small hub primary commercial service airport ein.

## Lage
Der Flughafen liegt in den Gemeindegebieten der Vororte Ashwaubenon und Hobart, unmittelbar an der südwestlichen Stadtgrenze von Green Bay. Das gesamte Flughafengelände liegt auf dem Territorium der Oneida Nation of Wisconsin, einem Indianerreservat der Oneida.
Über den Airport Drive ist der Flughafen mit dem 12,5 km nordöstlich gelegenen Stadtzentrum von Green Bay verbunden. 

## Ausstattung
Der Flughafen verfügt über zwei Start- und Landebahnen, die je einen Betonbelag haben. Es gibt einen Passagierterminal mit zwei Fluggastbereichen, die in ihrer heutigen Form 2004 und 2005 errichtet wurden. Jeder Fluggastbereich verfügt über sechs Gates mit Fluggastbrücken. Es gibt eine Gepäckförderanlage mit zwei Ausgabestellen im Hauptgebäude, wo auch mehrere Mietwagenfirmen ihre Stützpunkte haben.

## Flugzeuge und Flugbewegungen
Auf dem Flughafen sind insgesamt 120 Luftfahrzeuge stationiert. Davon sind 67 einmotorige und 16 mehrmotorige Propellermaschinen, 25 Düsenjets sowie ein Hubschrauber. Daneben ist noch ein Ultraleichtflugzeug stationiert.
Von den 175 Flugbewegungen pro Tag sind 5 Prozent dem Linien- und Charterverkehr, 69 Prozent der Allgemeinen Luftfahrt und 22 Prozent dem Lufttaxiverkehr zuzuordnen. Daneben gibt es noch rund 4 Prozent militärische Flugbewegungen.

## Fluggesellschaften und Flugziele
- American Eagle – Chicago O’Hare
- Delta Air Lines – saisonal: Detroit und Minneapolis-Saint Paul
- Delta Connection – betrieben von Compass Airlines – Minneapolis-Saint Paul
- Delta Connection – betrieben von Endeavor Air – Detroit und Minneapolis-Saint Paul
- Delta Connection – betrieben von ExpressJet – Atlanta und Detroit
- Delta Connection – betrieben von Shuttle America – Minneapolis-Saint Paul
- Delta Connection – betrieben von SkyWest Airlines – Minneapolis-Saint Paul
- United Express – betrieben von ExpressJet – Chicago O’Hare